# Polom (Kočevje, Slovenija)
Polom je naselje u slovenskoj Općini Kočevju. Polom se nalazi u pokrajini Dolenjskoj i statističkoj regiji Jugoistočnoj Sloveniji. 

## Stanovništvo
Prema popisu stanovništva iz 2002. godine naselje je imalo 47 stanovnika.